# مايك فيليبس
مايك فيليبس (بالإنجليزية: Mike Phillips)‏ (و. 1982  م) هو لاعب اتحاد الرغبي، من المملكة المتحدة، مركز لعبه هو سكروم وسط ‏.

## روابط خارجية
- مايك فيليبس على موقع دوري الرغبي الممتاز (الإنجليزية)
- مايك فيليبس عل موقع إسبنسكروم (الإنجليزية)
- مايك فيليبس على موقع ItsRugby.co.uk (الإنجليزية)